# مسجد حیدرخانه
مسجد حیدرخانه یکی از مساجد باستانی و میراثی بغداد است که در خیابان الرشید در منطقه حیدرخانه واقع شده‌است که توسط خلیفه عباسی احمد ناصر لدین الله ساخته شده و توسط داود پاشا فرماندار عثمانی بغداد بازسازی شده‌است.

## تاریخچه
عماد عبدالسلام رئوف تاریخدان اشاره می‌کند که نام محله و مسجد هیچ ربطی به حیدر چلبی الشبندر ندارد، حیدر چلبی صاحب حمامی است که در سال ۱۶۵۰ میلادی تأسیس شده‌است، این نامگذاری قدیمی و مربوط به تکیه‌ای است که تاریخچه آن مشخص نیست، و به مردی صوفی معروف به حیدر نسبت داده می‌شود.
جشن‌های مذهبی و ادبی در مسجد برپا می‌شد و اطراف آن به منطقه حیدرخانه معروف بود و اعیان بغداد در آن سکونت داشتند.

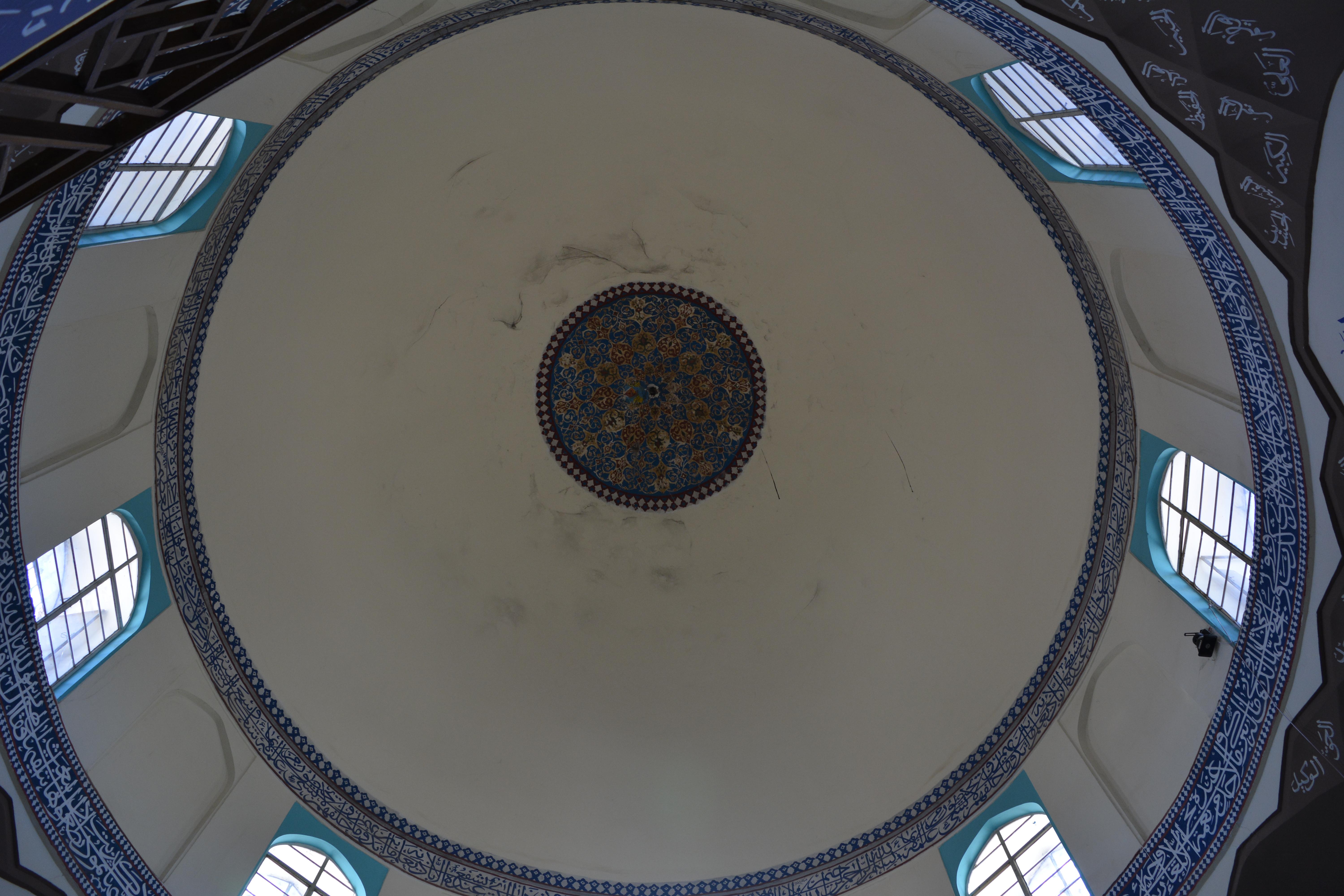
نمای گنبد مسجد حیدرخانه از داخل

## ساختمان
مسجد حیدرخانه مربع شکل ساخته شده و سه تا از دربهای ورودی آن از مرمر است.
این مسجد توسط خلیفه عباسی احمد ناصر لدین الله در قرن دوازدهم میلادی ساخته شد و در سال ۱۸۱۹ میلادی توسط حیدر پاشا شاهبندر مرمت شد و مساحت آن ۲۵۰۰ متر مربع است. مسجد شامل تعدادی مدرسه برای تدریس علوم اسلامی و همچنین کتابخانه است.
مسجد شامل یک صحن وسیع و یک نمازخانه است که گنبد بزرگی بر آن دو گنبد کوچکتر احاطه شده‌است، این گنبدها از بیرون با کاشی‌های رنگین ساخته شده و بر گردن گنبد بزرگ سوره‌های لیل و شمس و آیه الکرسی، بصورت کمربندی، نوشته شده‌است.
این مسجد یک بار در سال ۱۲۴۲ هجری قمری در زمان سلطان عثمانی محمود خان بن عبدالحمید بازسازی شد و یک بار نیز در سال ۱۳۱۱ هجری قمری به دستور سلطان عبدالحمید دوم عثمانی مجدداً بازسازی شد.

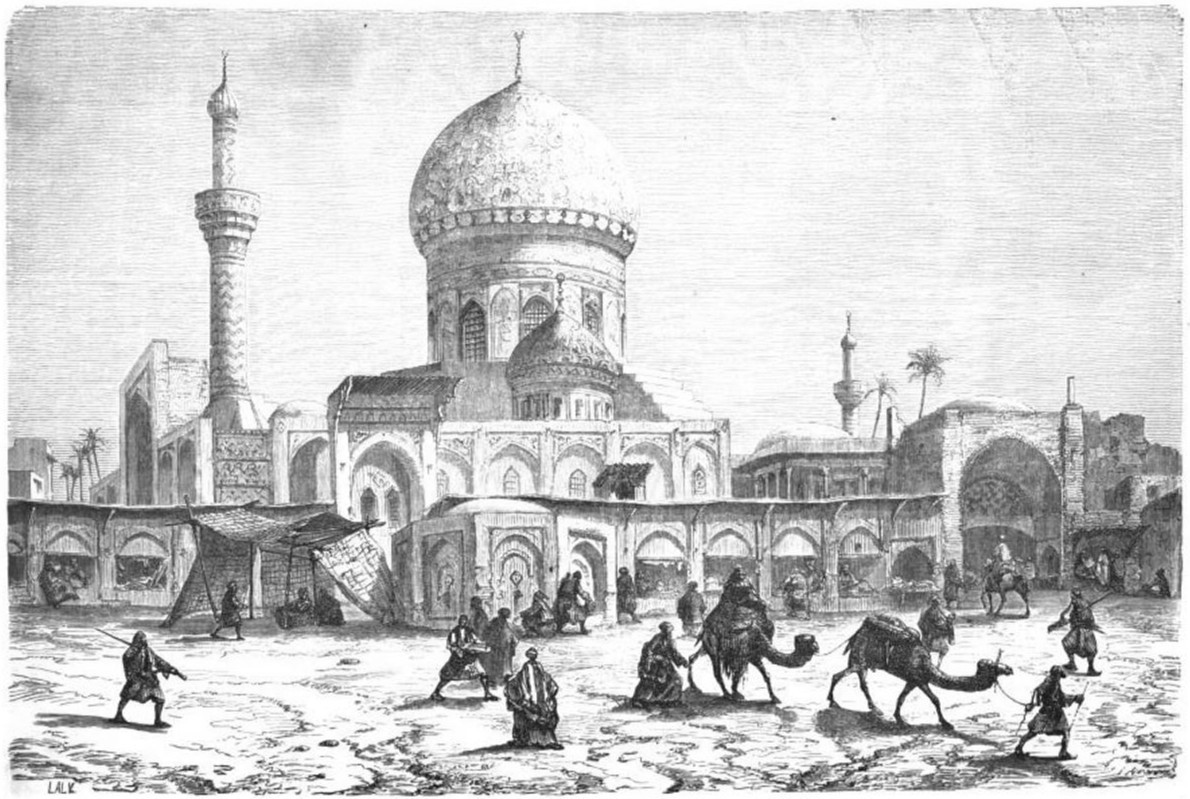
مسجد حیدرخانه در سال ۱۸۶۱

## تزئینات
ویژگی مسجد حیدرخانه سبک تزئینات و زیبایی در اجرای آن بر روی مصالح مختلف ساختمانی است.

## انقلاب عشرین
در زمان اشغال عراق توسط بریتانیا مسجد حیدرخانه یکی از محل‌های اصلی تجمع و اعتراض علیه بریتانیا بود. در سال ۱۹۲۰ میلادی بزرگان بغداد در این مسجد گرد آمدند و آغاز حوادث انقلاب عشرین اتفاق افتاد. به همین دلیل بود که بغدادی‌ها آن را مسجد انقلاب نامیدند، ملا عثمان الموسیلی در مسجد مستقر شد، خطبه‌های خود را پخش کرد و مردم را به سمت انقلاب حرکت داد.
در ۲۴ ژوئن ۱۹۲۰ تظاهرات بزرگی در مسجد حیدرخانه برگزار شد که در آن عیسی عبدالقادر شاعر شعری خواند که در آن خواستار همبستگی و اتحاد عراق شد. در نتیجه توسط نیروهای انگلیسی دستگیر و به شهر بصره تبعید شد، مردم به خشم آمدند و صاحبان مغازه‌های خیابان الرشید در محکومیت تبعید وی مغازه‌های خود را بستند.

## نگارخانه

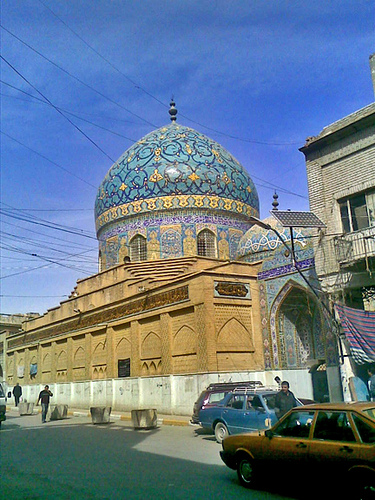
مسجد حیدرخانه در ۲۰۰۹
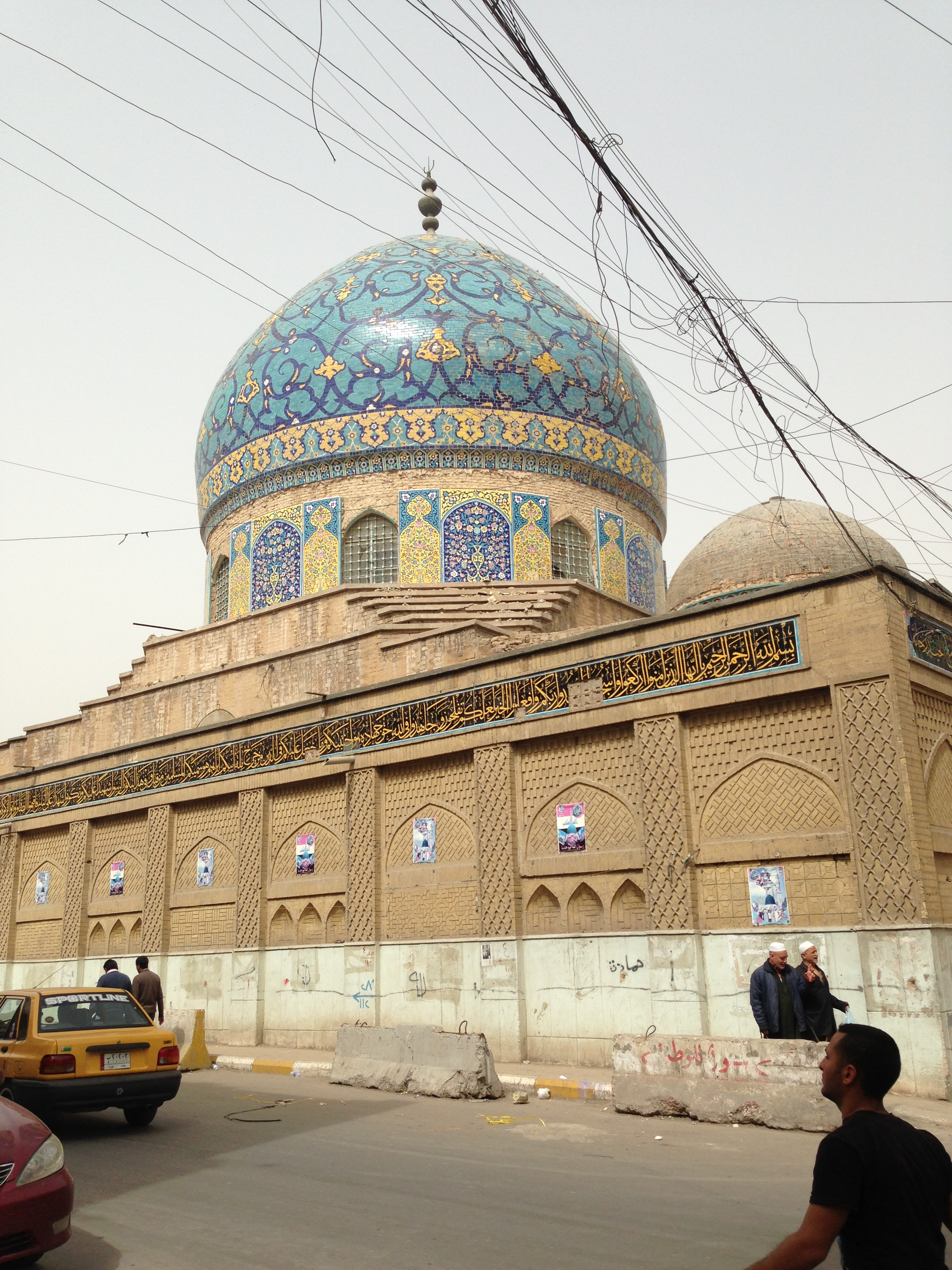
مسجد حیدرخانه در ۲۰۱۳
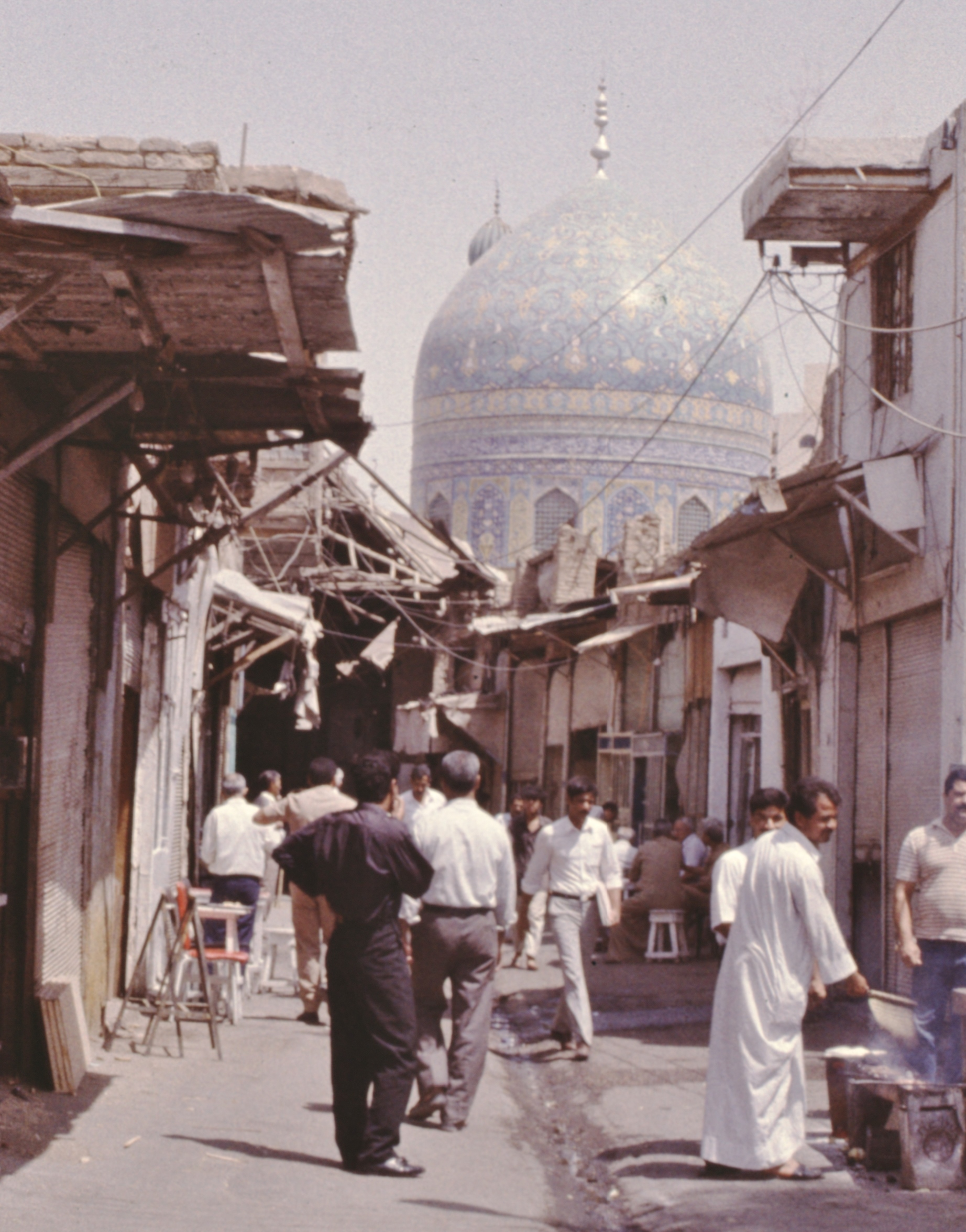
نمای گنبد مسجد از پشت بازار قبل از سال ۱۹۹۰ میلادی
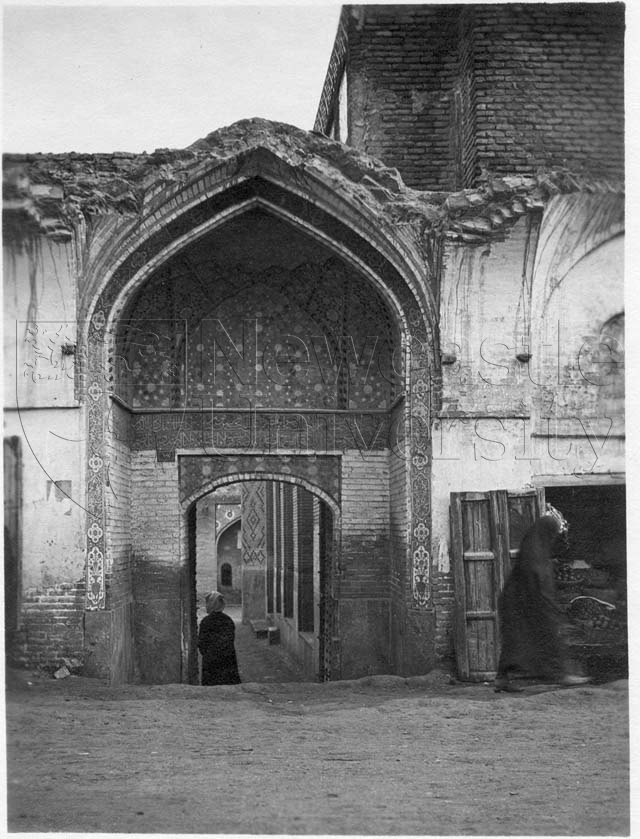
درب مسجد در سال ۱۹۱۸م
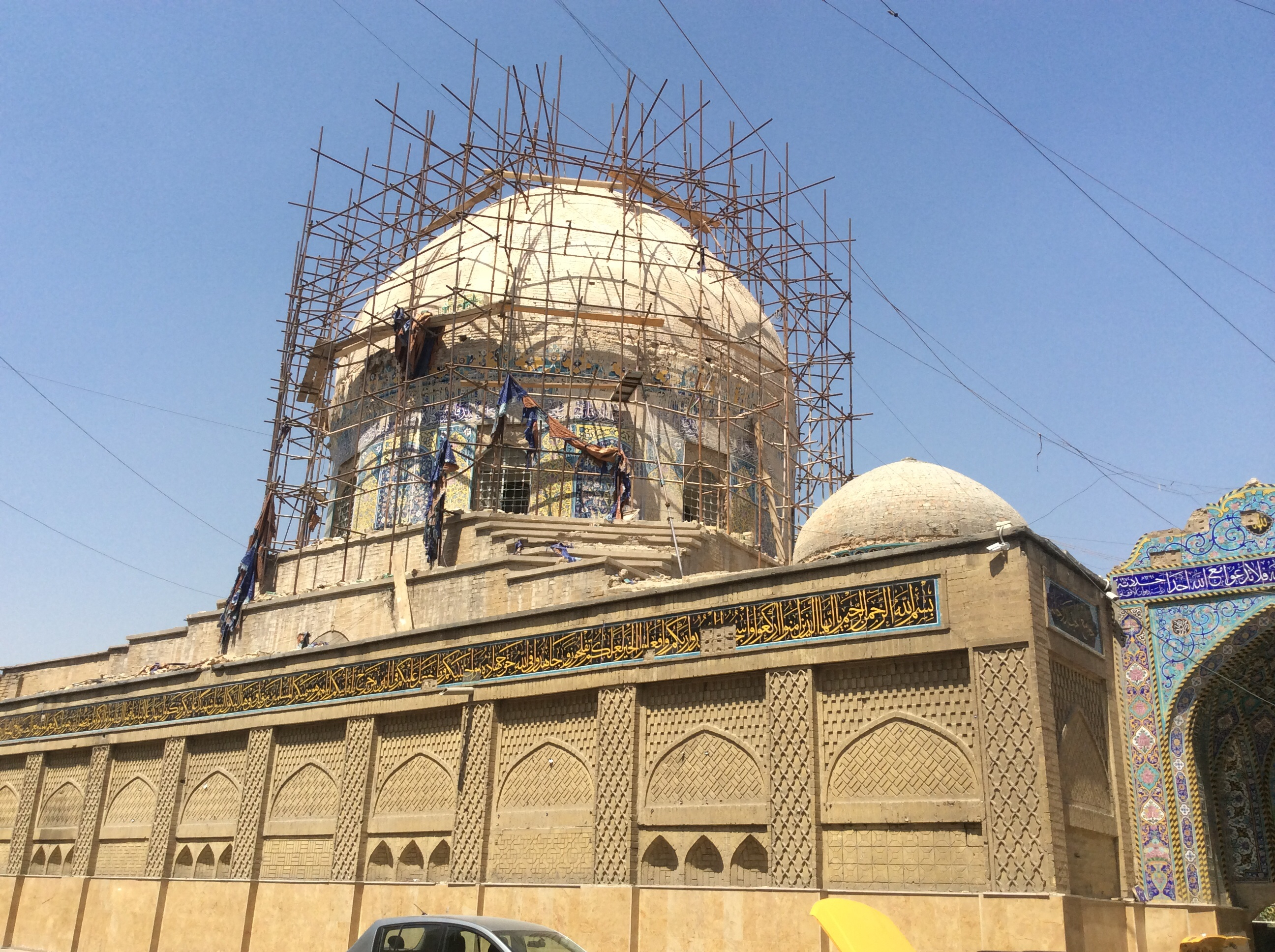
تصویری از مسجد در سال ۲۰۱۴